# Rocher de Gibraltar
Ne doit pas être confondu avec Rock of Gibraltar.
 (février 2022).
Si vous disposez d'ouvrages ou d'articles de référence ou si vous connaissez des sites web de qualité traitant du thème abordé ici, merci de compléter l'article en donnant les références utiles à sa vérifiabilité et en les liant à la section « Notes et références ».
 (juillet 2025).
Le rocher de Gibraltar est un monolithe calcaire situé à Gibraltar, sur la côte méridionale de la péninsule Ibérique. Il atteint une altitude de 426 mètres. Dans l'Antiquité, il était considéré comme l'une des deux Colonnes d'Hercule, l'autre étant le djebel Musa, sur la côte nord du Maroc. Le rocher est une possession de la Couronne britannique. Il fut cédé par l'Espagne à la Grande-Bretagne par les traités d'Utrecht, à la fin de la guerre de Succession d'Espagne.

## Géologie

Carte en 3D du détroit et du rocher de Gibraltar.

Cette formation géologique a été créée pendant le Jurassique, il y a environ 200 millions d'années, lorsque la plaque africaine est entrée en collision avec la plaque eurasienne. L'océan Atlantique a traversé le détroit de Gibraltar il y environ 5,33 millions d'années durant la transgression pliocène, ce qui a eu pour conséquence de remplir la mer Méditerranée, jusqu'alors quasiment asséchée. Le rocher fait partie des cordillères Bétiques, une chaîne de montagnes qui dominent le sud-est de la péninsule ibérique.
Au nord, le rocher s'incline verticalement du niveau de la mer jusqu'à une altitude de 411,5 mètres à la Rock Gun Battery. Le point le plus élevé du rocher atteint 426 mètres au-dessus du détroit. Les quasi-falaises le long du côté oriental du rocher tombent vers une série de pentes de sable qui datent d'une époque où le niveau de la mer était plus bas qu'aujourd'hui et une plaine de sable prolongeait sa base. Son côté occidental est beaucoup moins raide.
La calcite, le minerai qui produit les calcaires, se dissout lentement dans l'eau. Avec le passage du temps, ce processus peut former des cavernes. Composé de calcaires, le rocher de Gibraltar compte plus de 100 cavernes.

## Fortifications

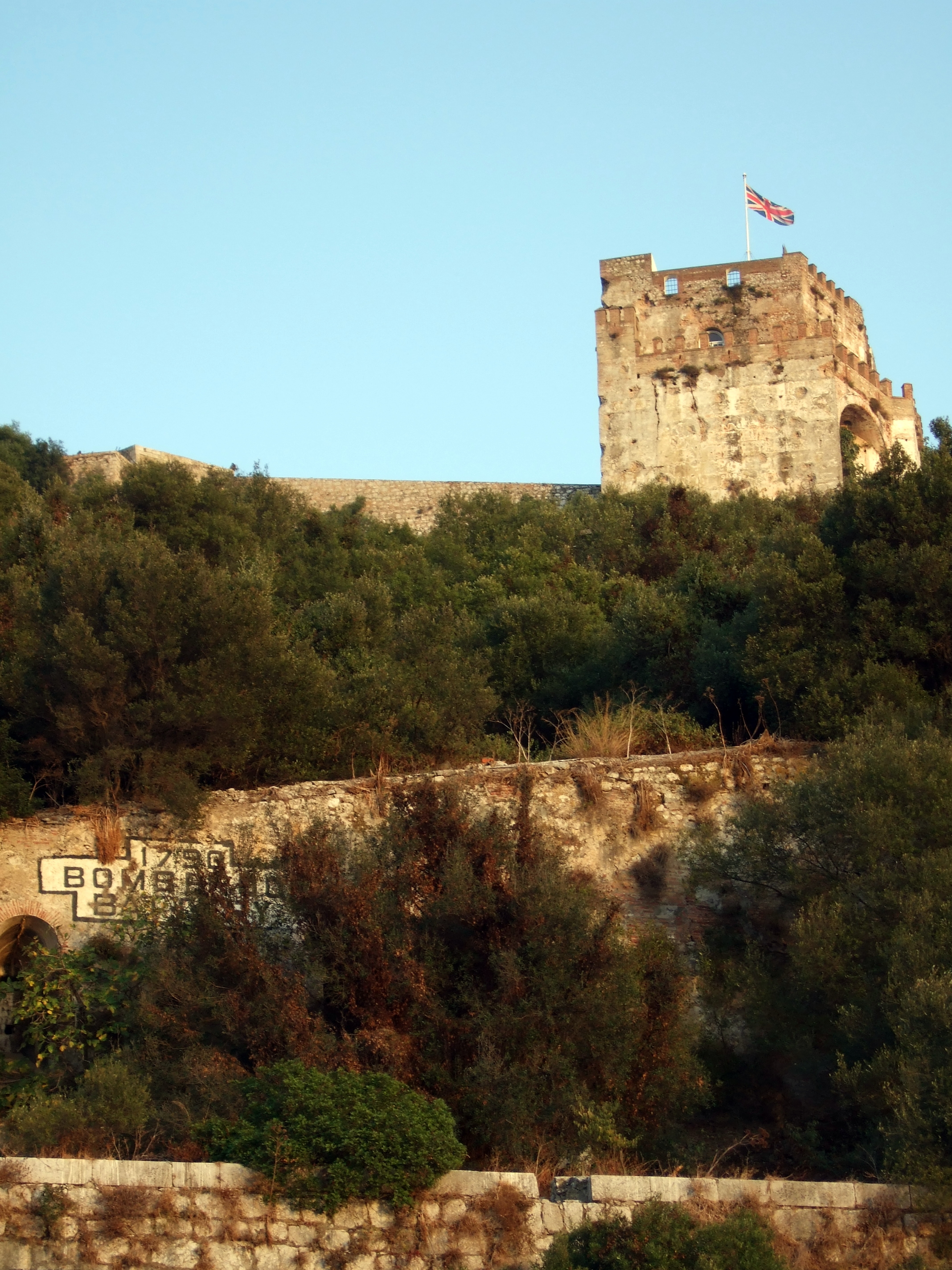
Le château maure montrant l'Union Jack.

Le château maure est une relique de l'occupation maure de Gibraltar, qui a duré 750 ans. Il a été construit en l'an 711, quand Tariq ibn-Ziyad, le chef berbère, a débarqué pour la première fois sur le rocher qui porterait son nom. Le bâtiment principal qui subsiste est la Tour de l'Hommage, un bâtiment massif de briques et de mortier très dur, dont la partie supérieure a contenu les appartements et un bain maure.
Un aspect unique du rocher est son système des passages souterrains, connu sous le nom des « Galeries ». Achevées en 1797, ces galeries se composent d'un système de couloirs, d'embrasures et de passages, d'une longueur totale de presque 300 mètres. Elles offrent une série de vues uniques de la baie de Gibraltar, de l'isthme, et de l'Espagne.

## Tourisme
La majeure partie du rocher est une réserve naturelle peuplée par environ 250 macaques berbères – les seuls singes sauvages en Europe. Ces macaques, ainsi qu'un réseau labyrinthique de tunnels, attirent un grand nombre de touristes sur le rocher chaque année.
Ces singes sont protégés par un décret du gouverneur de Gibraltar, d'une part à cause de leur rareté, et d'autre part à cause d'une légende qui affirme que la présence des Britanniques à Gibraltar est liée à celle des singes sur le rocher.

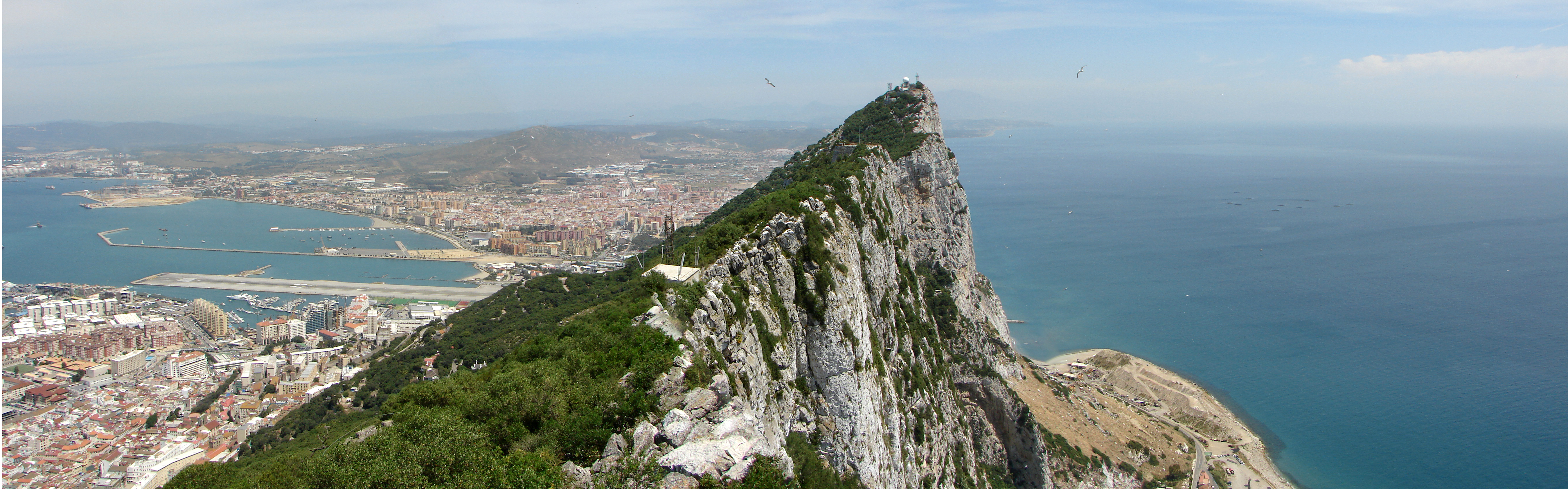
Vue panoramique du sommet du rocher de Gibraltar.
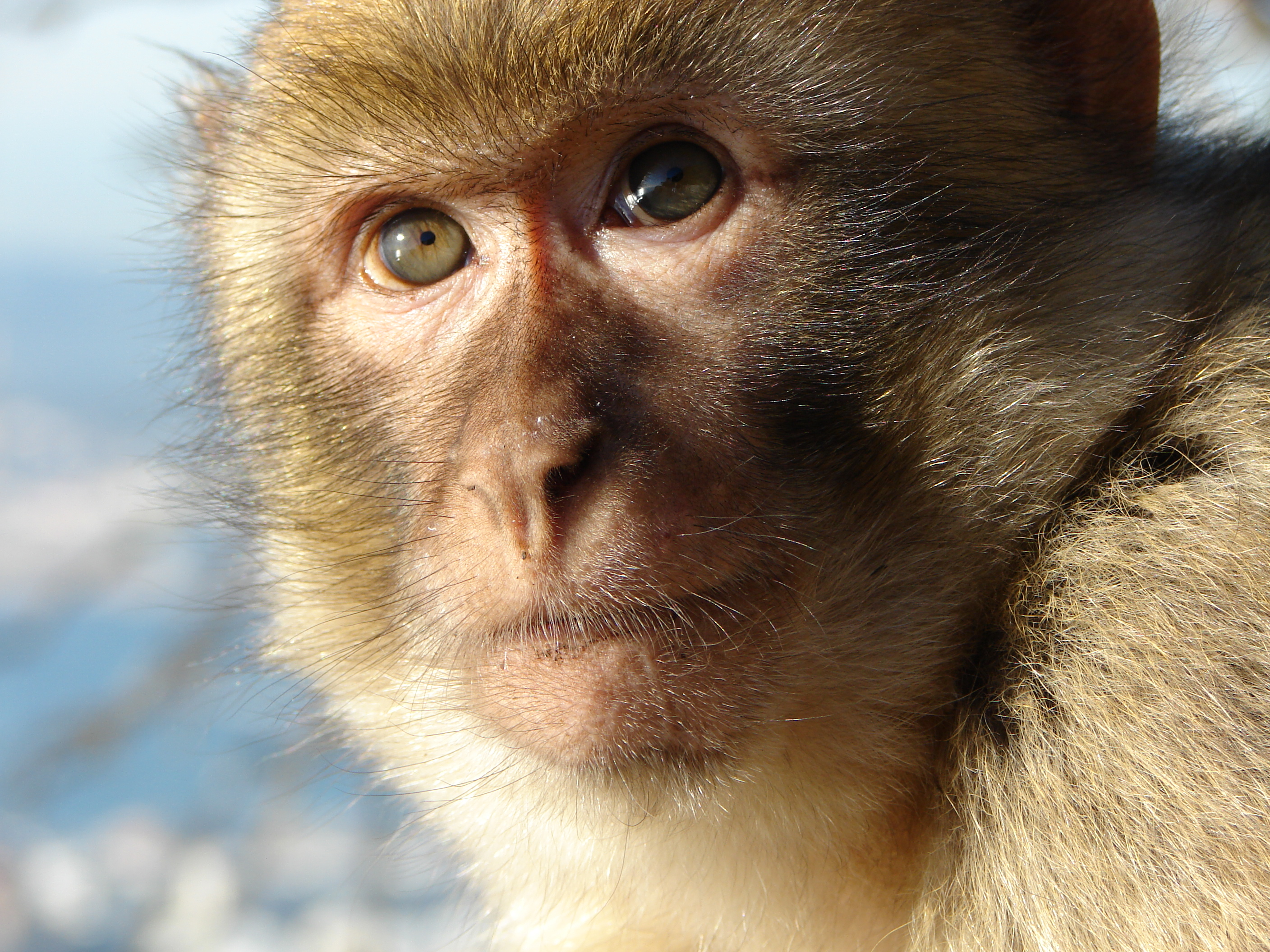
Un macaque berbère de Gibraltar.
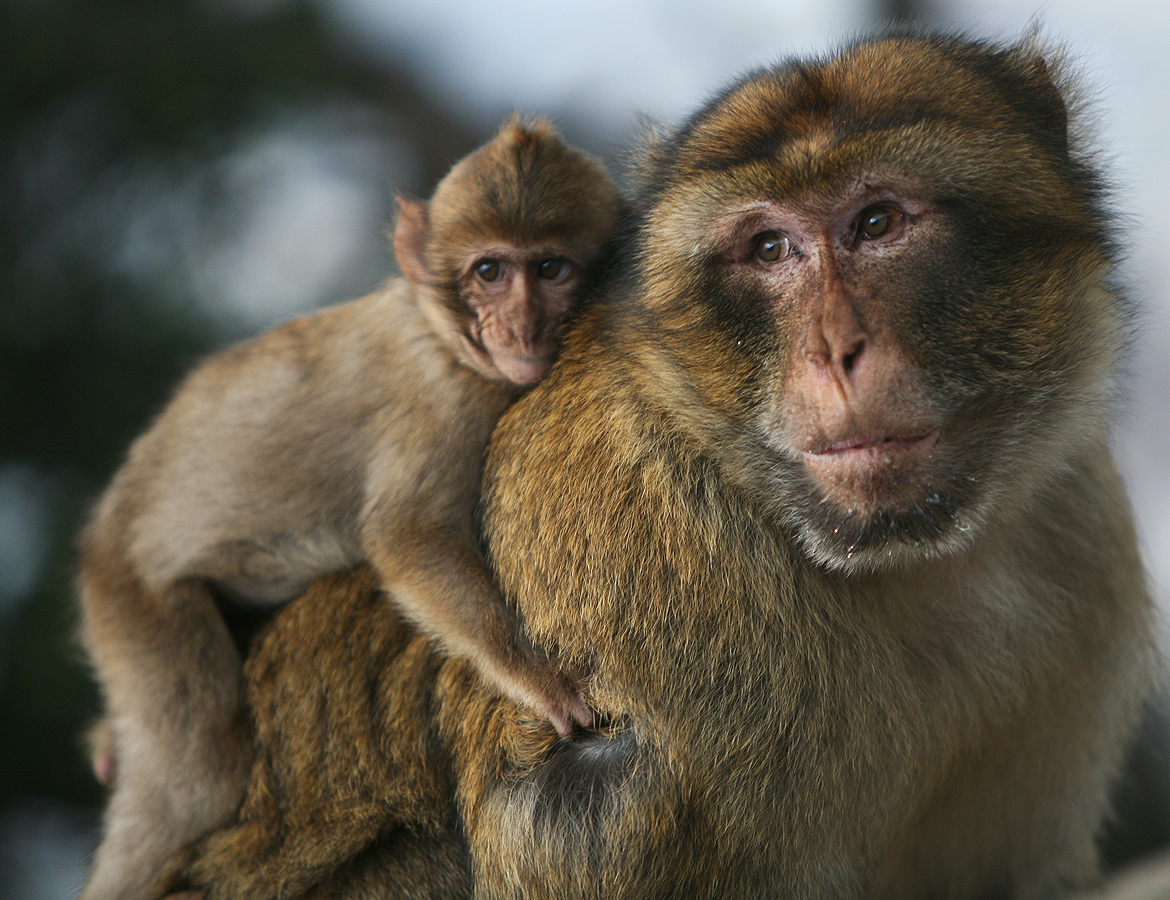
Macaques berbères du rocher.

## Dans la culture

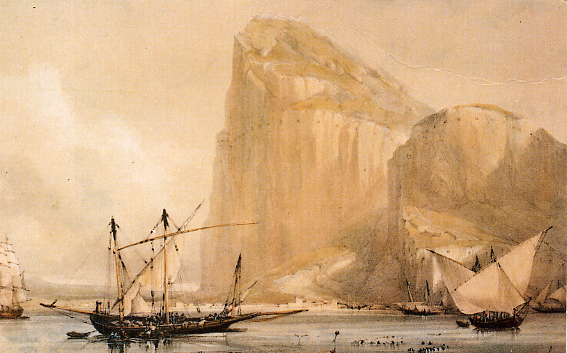
La falaise North Front du rocher de Gibraltar vers 1810.

Le prologue du film Tuer n'est pas jouer de la série James Bond (avec Timothy Dalton dans le rôle éponyme) se déroule sur le rocher de Gibraltar. Le lieu a également inspiré George R. R. Martin, auteur de la saga de fantasy Le Trône de fer.